# René de Chateaubrun
Joseph Charles Marie René Le Roy de Lisa de Chateaubrun, dit René de Chateaubrun, né le 22 mai 1875 à Noironte et mort le 30 juin 1942 à Besançon, est un sculpteur français.

## Biographie

### Enfance
René de Chateaubrun naît le 22 mai 1875 à Noironte, un petit village du département français du Doubs, en région Franche-Comté. Il est le fils unique de Jules Le Roy de Lisa de Châteaubrun, qui fut maire de Miéry puis de Noironte et de  Marie Le Compasseur Créqui Montfort de Courtivron, résidants du  château de Noironte où il passa son enfance.

### Apprentissage à Paris
René de Chateaubrun part pour Paris en 1895, à l'âge de vingt ans, pour y travailler dans l'atelier de Gabriel-Jules Thomas. Il est admis à l'école des Beaux-Arts de Paris le 6 juillet 1896 où il obtient régulièrement des prix et récompenses. En 1900, il obtient ainsi une mention honorable au Salon des artistes français.

### Vie familiale
En juin 1904, René de Chateaubrun épouse Madeleine Kervyn de Lettenhove, avec qui il a un premier enfant, Guy, né en 1909. Sa première femme meurt en 1913 à l'âge de 32 ans, il se remarie à Paris le 13 juillet 1921 avec Marie de Sarret et de leur union naît une fille, Colette, née le 6 octobre 1922. Pour le monument en mémoire du comte Hilaire de Chardonnet, érigé en 1936 à Besançon, les allégories de la Science et de l’Industrie ont été exécutées d’après les maquettes de René de Châteaubrun.

### Mort
René de Chateaubrun meurt, le 30 juin 1942 à Besançon, après avoir souffert de la maladie de Parkinson pendant près de douze années pendant lesquelles il est contraint d'abandonner la sculpture. Ses obsèques sont célébrées dans l'église de Noironte le 3 juillet 1942.

#### Ouvrages
- Musée des Beaux-Arts et d'Archéologie de Besançon, Hommage à quatre sculpteurs oubliés : Marguerite Gagneur (1857-1945), Anne de Chardonnet (1869-1926), René de Chateaubrun (1875-1942), Georges Laëthier (1875-1955), Besançon, Musée des beaux-arts et d'archéologie de Besançon, 1996, 126 p. (ISBN 2-905193-27-1)

#### Articles
- Annette Vial, « Quatre sculpteurs comtois oubliés réhabilités par le musée », L'Est républicain,‎ 1996